# Jörg Albrecht (Journalist)
Jörg Albrecht (* 29. Oktober 1954 in Goslar) ist ein deutscher Wissenschaftsjournalist.

## Leben
Jörg Albrecht studierte Biologie an der TU Braunschweig und absolvierte bei der Wolfenbütteler Zeitung ein Volontariat. Er war Stipendiat der Robert Bosch Stiftung.
Als Redakteur arbeitete Albrecht bei Westermanns Monatsheften, anschließend beim Zeitmagazin. Danach arbeitete er exklusiv als Autor für die Wochenzeitung Die Zeit. Mitte 2001 wechselte Albrecht zur Frankfurter Allgemeinen Sonntagszeitung ins Wissenschaftsressort, das er von 2003 bis 2019 leitete (seit 2008 gemeinsam mit Ulf von Rauchhaupt).
Albrecht lebt in Bad Vilbel und engagiert sich dort in der Lokalpolitik.

## Preise und Auszeichnungen
- 2009: Georg von Holtzbrinck Preis für Wissenschaftsjournalismus
- 2010: Preis für Naturjournalismus (zusammen mit Anke Sparmann)[3]
- 2016: Werner und Inge Grüter-Preis für Wissenschaftsvermittlung

## Veröffentlichung
- 2016: Alles im grünen Bereich. Ein Lesebuch für Gartenfreunde. Bastei Lübbe, Köln 2016, ISBN 978-3-404-60867-6.